# Mytilus (volleybalclub)
Mytilus is een volleybalvereniging uit Goes. Het telt 2 herenteams, 2 damesteams, een recreantenteam, 3 jongerenteams en een CMV-afdeling. 
De vereniging is voortgekomen uit een fusie van de voormalige verenigingen Ovisa (Onze Volleybal Is Steeds Actief) uit Wolphaartsdijk en Blok'73 uit Goes in 1981. De reden voor deze fusie was de meerderheid van oudere spelers bij Blok'73 en een meerderheid van jongere spelers bij Ovisa. Blok'73 komt op zijn beurt voort uit een fusie van de voormalige verenigingen EGVC (Eerste Goese Volleybal Club) en Egaspo uit Ellewoutsdijk in 1973.
Na de fusie in 1981 had Mytilus ongeveer 250 leden, maar heeft door de jaren heen last gehad van een teruglopend ledenaantal. Hieruit volgde een samenwerking met de verenigingen VVS'92 uit Vlissingen en Bok uit Kapelle, die respectievelijk heden ten dage een combinatieteam vormen met 1 jongerenteam en 1 damesteam.